# Gymnadenia truongiae
Gymnadenia truongiae är en orkidéart som först beskrevs av Demares och som fick sitt nu gällande namn av Wolfram Foelsche.
Gymnadenia truongiae ingår i släktet brudsporrar och familjen orkidéer. Artens utbredningsområde är Frankrike. Inga underarter finns listade i Catalogue of Life.